# 司東利恵
司東 利恵（しとう りえ、1973年8月26日 - ）は、群馬県渋川市出身の元競泳選手である。日本大学文理学部体育学科卒。1991年世界水泳選手権200mバタフライ銀メダリスト。

## 人物
- 埼玉県の春日部共栄高等学校[3]在学中1991年1月にオーストラリアのパースで開かれた世界水泳選手権で女子200mバタフライで銀メダルを獲得した。同大会の競泳では女子400m自由形で銅メダルを獲得した千葉すずに次いで2人目となった。
- 1992年バルセロナオリンピックに出場、期待したが女子200mバタフライで結果は5位となった[4]。